# در یک روز آفتابی
در هوایی صاف تا ابد خواهی دید (On a Clear Day You Can See Forever) فیلمی موزیکال رمانتیک ساخته شده در سال ۱۹۷۰ به کارگردانی وینسنت مینلی است. این فیلم در ایران با نام در یک روز آفتابی پس از مدت‌ها توقیف، با اعمال سانسور و تغییرات بسیار نمایش داده شد.

## داستان فیلم
دیزی گمبل (استرایسند) یک دختر بروکلینی آرام، ولی به‌شدت سیگاری است. چون نامزدش، وارن (بلیدن) حس می‌کند اعتیاد دیزی ممکن است به فرصت‌های شغلی‌اش لطمه بزند، او را نزد دکتر مارک شابوت (مونتان) می‌برد.
دکتر شابوت از کشف این نکته که دیزی قدرت‌های ادراکی مافوق طبیعی دارد، حیرت می‌کند و بعد در حال هیپنوتیزم می‌فهمد که دیزی قبلتر در سال ۱۸۱۴ به‌نام ملیندا، یک بانوی انگلیسی در دربار شاهزاده رجنت (کینی‌یر) زندگی می‌کرده‌است. دکتر شابوت کم‌کم تکه‌های درباری‌اش، اینکه شوهر دومش ترکش می‌کند، و محکوم شدنش به مرگ به‌دلیل استفاده از نیروهای مافوق طبیعی‌اش برای کمک به تجارت شوهرش.
او آرام آرام دل‌باخته ملیندا می‌شود. دیزی هم دل‌باخته دکتر شابوت می‌شود. اما وقتی تصادفاً از داستان ملیندا باخبر می‌شود، دیگر حاضر به ملاقات دکتر نیست. در این‌جا دکتر می‌فهمد که ملیندا، فقط هویت گذشته دیزی نیست…

## دربارهٔ فیلم
طراحی‌های زیبای جان دکوییر و میزانسن عالی مینه‌لی از تضاد میان زمان حالِ سرد و پُر از فاصله‌ها (با رنگ‌های کِرِم و قهوه‌ای) و گذشته شلوغ و پُرهیجان (با رنگ‌های سرخ و طلائی و لباس‌های درخشان سسیل بیتن) حداکثر بهره‌برداری را می‌کند. فیلم نشانگر مهارت و سلیقه وافر سازندگانش است. موسیقی لین مسحورکننده و از نظر ملود یک غنی است و اگر ترانه‌های لرنر غیر از لحظه‌های تلاقی گذشته و حال و باقی جاها معمولی هستند، در عوض استرایسند و حیّ و حاضر است تا به گفتگوهای عادی جلوه‌ای بدیع ببخشد. زمان‌سنجی کمیک او، با طراوت و خودانگیخته، دختر بامزه (ویلیام وایلر، ۱۹۶۸) را به یاد می‌آورد. رجعت به گذشته‌های کوتاه و استیلیزه بجا به کار گرفته شده‌اند. ترانه‌های فیلم تماماً در پیوندی مستقیم یا غیر مستقیم با رابطه مونتان / استرایسند هستند و دو ترانه‌ای که در نمایش موزیکالِ اصلی، نشاط آورترین قطعات بودند ولی ضمناً تأثیر مستقیمی روی گره‌های رُمانتیک این مثلث عشقی نداشتند، در نسخه سینمائی کنار گذاشته شدند. فیلم از آخرین دستاوردهای ذوق زیبائی شناختی مینه‌لیِ بزرگ است.

## بازیگران
- باربارا استرایسند (دیزی گمبل)
- ایو مونتان (مارک شابوت)
- لری بلیدن (وارن پرات)
- باب نیوهارت (دکتر میسون هام)
- سیمون اوکلند
- جان ریچاردسون
- جک نیکلسون